# Neolitsea chrysotricha
Neolitsea chrysotricha är en lagerväxtart som beskrevs av Hsi Wen Li. Neolitsea chrysotricha ingår i släktet Neolitsea och familjen lagerväxter. Inga underarter finns listade i Catalogue of Life.